# Патрик деУит
Патрик деУит (на английски: Patrick deWitt) е канадско-американски сценарист и писател на произведения в жанра социална драма, исторически роман, уестърн и документалистика.

## Биография и творчество
Патрик деУит е роден на 6 март 1975 г. в Сидни, остров Ванкувър, Британска Колумбия, Канада, в семейство на дърводелец. Вторият от трима братя. Израства в западното крайбрежие на Северна Америка, предимно в Южна Калифорния. След завършване на гимназията решава да преследва писателската кариера и, за да се издържа, работи като барман в Лос Анджелис. После се премества при родителите си в Бейнбридж Айланд, където работи като строителен работник.
Първата му книга Help Yourself Help Yourself (Помогнете си, Помогнете си) е издадена през 2007 г.
Първият му роман Ablutions (Пречистване) е издаден през 2009 г. Главният герой е барман в западащ холивудски бар, който под въздействието на средата сам започва да пие, губи жена си, пътя в живота и себе си, но осъзнавайки, че е попаднал в капана на навиците си, самотата и пристрастяването, решава да намери път за промяна и изкупление. Книгата е обявена за избор на редакторите на „Ню Йорк Таймс“, а той се посвещава на писателската си кариера.
Вторият му роман The Sisters Brothers (Братята Систърс) е издаден през 2011 г. На братята Ели и Чарли Систърс им е наредено от могъщия Комодор да убият Херман Кермит Варм. Но плячката им не е лесна цел и по пътя от Орегон Сити до златодобивната претенция на Варм край Сакраменто, Ели, който не споделя апетита на брат си към уискито и убийствата, започва да се пита какво прави и за кого го прави. Романът е номиниран за наградите „Букър“, „Гивър“ и наградата „Уолтър Скот“ за исторически роман, и получава наградата „Роджърс“ на канадските писатели, наградата на генерал-губернатора за англоезична литература, наградата „Стивън Лийкок“ и наградата на книжарите на Квебек. През 2018 г. романът е екранизиран в едноименния филм с участието на Джон Райли, Хоакин Финикс, Джейк Джилънхол, Керъл Кейн и Рютгер Хауер.
През 2018 г. е издаден комедийният му роман „Измъкване по френски“. Терминът означава гостите да се изнижат от парти, без да се сбогуват. Това прави и главната героиня, Франсис Прайс, вдовица с язвителен нрав, обсебваща майка и истинска „природна стихия“ от Манхатън, която научавайки, че е пред фалит, продава незаконно всичко, което притежава, и заедно със сина си и котаракът, Малкия Франк, отпътува от Манхатън в Париж, като по пътя среща няколко колоритни персонажи – стеснителен частен детектив, жена медиум и лекар, който извършва посещения по домовете, придружен от търговеца си на вино. През 2020 г. романът е екранизиран в едноименния филм с участието на Мишел Пфайфър и Лукас Хеджис.
Патрик деУит живее в Портланд, Орегон.

## Произведения
Самостоятелни романи
- Ablutions (2009)[1][2][4]
- The Sisters Brothers (2011)
- Undermajordomo Minor (2015)
- French Exit (2018)
Измъкване по френски, изд. „Локус пъблишинг“ (2022), прев. Деница Райкова
- The Librarianist (2023)

### Новели
- The Bastard (2016)[1][4]

### Документалистика
- Help Yourself Help Yourself (2007)[2]

### Екранизации
- 2011 Terri – история и сценарий
- 2018 Братята Систърс, Les frères Sisters
- 2020 French Exit – сценарий